# Трг Анте Богићевића
Трг Анте Богићевића налази се у центру града Лозница, у близини некадашњег Лозничког шанца и цркве Покрова Пресвете Богородице. Трг носи име по српском војводи и јунаку Првог српског устанка, Анти Богићевићу, који је погинуо управо на том месту 1813. године, бранећи град од турских снага.

## Историјски значај
Анта Богићевић (1758–1813) био је војвода из Јадра и један од најистакнутијих команданата у Првом српском устанку. Посебно се истакао у Боју на Лозници 1810. године, када је са малобројним устаницима одбранио град од далеко бројније османске војске. Битка је имала велики морални и политички значај.
У априлу 1813. године, током новог турског напада, Анта Богићевић је смртно рањен на шанцу у Лозници, недалеко од данашњег трга. Првобитно је сахрањен у јарку поред шанца, али су Турци након поновног заузимања града ископали његово тело, одсекли му главу и однели је у Зворник, док су тело бацили у оближњу мочвару. Касније, његов унук Михаило Богићевић подигао је надгробно обележје. Данас се његови земни остаци чувају у капели поред цркве.

## Локација и обележја
Трг се налази у непосредној близини:
- Цркве Покрова Пресвете Богородице,
- капеле са посмртним остацима Анте Богићевића,
- бедема старог Лозничког шанца.

Мање од 100 метара од самог трга налази се спомен-биста Анте Богићевића, као и више спомен-плоча које обележавају устаничку историју града.
Трг има и функционални значај у оквиру градске структуре. Налази се у централној зони града и повезан је са више важних улица и институција.
На њему се налазе важне јавне установе, као што су:
- Полицијска ста|Полицијска станица Лозница,
- Основни суд у Лозници,
- ОШ „Анта Богићевић",
- Црква Покрова Пресвете Богородице.

Сваке године, током обележавања годишњице Боја на Лозници, одржавају се свечаности управо на овом месту, уз присуство представника града, војске и грађана.